# Фурса Наталка В'ячеславівна
Наталка В'ячеславівна Фурса (нар. 15 жовтня 1964 року в м. Полтава) — українська поетеса, прозаїк, членкиня Національної спілки письменників України, Національної спілки журналістів України та Асоціації українських письменників.

## Біографія
Народилася місті Полтава. Раннє дитинство минуло в с. Більмачівка на Чернігівщині.
з 1972 року сім'я перебралася на Полтавщину, у селище Ромодан Миргородського району.
Друкуватися почала з 14 років, будучи членкинею літературного об'єднання "Любисток" при редакції миргородської газети "Прапор перемоги".
1981 році закінчила із золотою медаллю Ромоданівську середню школу на Миргородщині та факультет журналістики Київського державного університету імені Тараса Григоровича Шевченка (1986).
Довгий час працювала за фахом у засобах масової інформації (кореспондентом), редактором у видавництвах, зокрема, в Яготинському історичному музеї, завідувачкою відділу радіомовлення яготинської районної газети, молодшим науковим співробітником Яготинського державного історичного музею (Київська область), після переїзду до Києва працювала журналістом у Прес-центрі Митного Комітету України, у редакціях різних видань та редактором у видавництвах Києва, згодом – Полтави, куди перебралася в грудні 1996 року.
Працює власкором по Полтавській області всеукраїнської газети “Киевские новости”, згодом, після закриття цього видання, - у полтавських редакціях, зокрема кореспондентом і відповідальним секретарем газети "Вечірня Полтава", головним редактором видавництва "Полтавський літератор", літредактором у видавництві Полтавської аграрної академії "Терра", літконсультантом Полтавської обласної організації Національної спілки письменників України (з 1996), літературним редактором газети "Відомості Полтавської єпархії" (2002-2008), редактором видавничого відділу Полтавського університету споживчої кооперації України (2008-2011). Тривалий час паралельно працювала в шоу- бізнесі (як автор пісень, сценарист, літредактор низки програм полтавського творчого центру "Арсенал").
Результатом цієї творчої діяльності стало впорядкування, редагування та часткове авторство трьох пісенників, виданих у Полтаві 2006, 2007 та 2009: "Лицарське братство" (альбом сучасної української військової пісні), "Вартові безпеки" (альбом сучасної української міліцейської пісні) та "Захисник України".
Кілька років письменниця вела літстудію "Полтавські джерела" при Полтавській обласній організації Національної спілки письменників України. Редактор та впорядник альманаху  молодих поетів Полтави "Болотні вогні" (Полтава, 2002; Київ, 2004) і збірника "Біла альтанка" (Полтава, 2007).
1997 року член Національної спілки письменників України, Національної спілки журналістів України, Полтавської спілки літераторів та Асоціації українських письменників (2001).
З 2011 року проживає у селищі Ромодан на Миргородщині.
Вірші друкувалися в районній, обласній та всеукраїнській періодиці, в часописах: «Вітчизна», «Дніпро», «Сільські обрії», «Рідний край», «Криниця», «Згар»; в альманасі «Вітрила–82» (Київ, 1982), в навчальному посібнику «Література рідного краю» (Миргород, 1999), в антології поезії полтавських літераторів ХХ століття «Калинове гроно» (Полтава-Кременчук, 2004).

## Книги
- "Окрик" (Київ, 1993)
- "Дар Любові" (Полтава, 1997)
- "Страсті по Страті" (Полтава, 2001)
- "Необлітане небо" (Полтава, 2002)0
- "Нічого, крім повторень" (Київ–Хмельницький)
- "Пилок і пил" (Полтава, 2015)
- "Зінське щеня" (книга малої прози) (Полтава, 2017)
- "…ані вирію, ані скиту…" (Полтава, 2020)
- "Вернигора" (Львів, 2023) [4]

## Публікації в періодиці, журналах та антологіях
- Наталка Фурса : [поезії, біографія авторки, уродженки м. Полтава] // Біла альтанка: зб. творів письменників Полтавщини / за ред. О. Гаран, Н. Фурси, С. Осоки. – Полтава, 2007. – С. 225-230.
- Наталка Фурса : [Біографія, поезії] // Калинове гроно: Антологія поезії полтавських літераторів ХХ ст. – Полтава, 2004. – С. 467-474 ; Вишнева повінь : антологія сучасної жіночої поезії Полтавщини. – Полтава, 2012. – С. 401-409.
- Фурса Н.  "...ані вирію, ані скрипу..." : [сторінками майбутньої книги письменниці-ювілярки] / Н. Фурса // Зоря Полтавщини. – 2019. – 22 жовт. – С. 8.
- Фурса Н.  Налий у небо молока... : [добірка віршів] / Н. Фурса // Полтавська криниця. – 2019. – №2(4). – С. 14-23.
- Фурса Н.  "Нам пристрасті обпалювали губи..." : [вірш] / Н. Фурса // Дніпро. – 2010. – №4. – С. 70.
- Фурса Н.  Поезії  / Н. Фурса // Вітрила- 82: Альманах. – К., 1982. – С. 58- 59.
- Фурса Н.  Пропав мужик : новела / Н. Фурса // Зоря Полтавщини. – 2018. – 18 груд. – С. 8-9.
- Фурса Н. "Тримаючись за вітрило..." : [поезії Наталки Фурси] / Н. Фурса // Зоря Полтавщини. - 2020. – 6 жовт. – С. 9.
- Фурса Н.  Чому ж прірва і досі в жито... : [поезії] / Н. Фурса // Українська літературна газета. – 2020. – 31 січ. – С. 12-13.

## Відзнаки
- Лауреат Полтавської обласної премії імені Л. Бразова в номінації «Поезія» за збірку поетичних творів «Страсті по Страті» за 2012 рік.
- Лауреат всеукраїнської премії імені Анатолія Криловця за 2021 рік в номінаціях: «філософська лірика» та «інтимна лірика».
- Лауреат міжнародної літературно-мистецької премії імені Пантелеймона Куліша за 2021 рік за книгу малої прози «Зінське щеня» (Полтава, «Дивосвіт», 2017 рік).